# Ken Hodgson
Ken Hodgson, più conosciuto con il diminutivo Kenneth Hodgson (Newcastle upon Tyne, 19 gennaio 1942 – 23 ottobre 2007) è stato un calciatore inglese, di ruolo attaccante.

## Carriera
Dopo aver giocato nel settore giovanile del Newcastle Utd esordisce tra i professionisti con la prima squadra delle Magpies durante la stagione 1960-1961, nella quale gioca 6 partite nella prima divisione inglese; a fine stagione, dopo la retrocessione del club in seconda divisione, viene ceduto a titolo definitivo in seconda divisione allo Scunthorpe Utd: rimane agli Irons per tre stagioni consecutive, tutte trascorse in questa categoria, mettendo a segno complessivamente 30 reti in 88 partite di campionato giocate con il club. Nella stagione 1963-1964, peraltro conclusasi con una retrocessione in terza divisione, con 11 reti è anche il miglior marcatore stagionale del club. Dal 1964 al 1966 gioca invece in terza divisione al Bournemouth, mettendo a segno 14 reti in 68 partite di campionato giocate; passa poi al Colchester Utd, che lo acquista per 4000 sterline: qui in tre stagioni (le prime due sempre in terza divisione e la terza in quarta divisione) realizza 19 reti in 57 partite di campionato giocate (e, più in generale, 19 reti in 61 partite giocate fra tutte le competizioni ufficiali). Si ritira infine nel 1970, dopo un'ultima stagione trascorsa giocando a livello semiprofessionistico con il Poole Town.
In carriera ha totalizzato complessivamente 229 presenze e 73 reti nei campionati della Football League.